# District de Gilgit
Le district de Gilgit est une subdivision administrative du territoire Gilgit-Baltistan au Pakistan.
Ce district a perdu la majeure partie de son territoire lors d'une réforme territoriale lors de laquelle le district de Hunza-Nagar a été créé.